# Krajowa Szkoła Sądownictwa i Prokuratury
Krajowa Szkoła Sądownictwa i Prokuratury (KSSiP) – szkoła utworzona na mocy ustawy z dnia 23 stycznia 2009 roku o Krajowej Szkole Sądownictwa i Prokuratury (Dz.U. z 2022 r. poz. 217) jako osoba prawna pozostająca pod nadzorem Ministra Sprawiedliwości. Jest to jedyna centralna instytucja odpowiedzialna za szkolenie wstępne oraz ustawiczne kadr sądownictwa i prokuratury w Polsce.
Rozporządzeniem Ministra Sprawiedliwości z dnia 16 kwietnia 2009 roku (Dz.U. z 2009 r. nr 65, poz. 550) Krajowej Szkole Sądownictwa i Prokuratury nadany został pierwotny statut regulujący m.in. ustrój i organizację wewnętrzną szkoły, sposób i tryb prowadzenia działalności szkoleniowej.

## Historia KSSiP
Krajowa Szkoła rozpoczęła działalność 4 marca 2009 r. i jest następcą prawnym Krajowego Centrum Szkolenia Kadr Sądów Powszechnych i Prokuratury.
Od 2012 r. Przewodniczącym Rady Programowej Szkoły jest prof. dr hab. Janina Błachut.
Dyrektorzy KSSiP:
- Andrzej Leciak (2009–2010), wcześniej dyrektor KCSKSPiP
- Leszek Pietraszko (30 marca 2010–26 października 2010 jako p.o.[3], 27 października 2010–26 października 2015[4])
- Małgorzata Manowska (21 stycznia 2016[5]–4 czerwca 2020[6])
- p.o. Adam Sęk (5 czerwca 2020[6]–21 czerwca 2020[7])
- Dariusz Pawłyszcze (22 czerwca 2020[7]–16 listopada 2023[8])
- p.o. Robert Pelewicz (17 listopada 2023[8]–23 listopada 2023[9])
- Kamil Zaradkiewicz (od 24 listopada 2023[9] do 2 lutego 2024)
- Ryszard Sadlik (od 2 lutego 2024 do 21 maja 2024, p.o.)[10]
- Piotr Girdwoyń (od 22 maja 2024)

## Kierownictwo[11]
- Piotr Girdwoyń – dyrektor
- Izabela Fountoukidis – zastępca dyrektora
- Janusz Śliwa – zastępca dyrektora
- Aleksandra Wójcik – zastępca dyrektora
- Maciej Juszczyk – zastępca dyrektora

## Siedziba
Od 30 września 2009 roku siedziba szkoły znajduje się w Krakowie, gdzie mieszczą się Biuro Dyrektora, Biuro Administracyjne, Ośrodek Aplikacji Sędziowskiej oraz Ośrodek Aplikacji Prokuratorskiej. Wcześniej siedziba przejściowo mieściła się w Warszawie. W Lublinie mieści się Ośrodek Szkolenia Ustawicznego i Współpracy Międzynarodowej.

## Nabór
W lipcu i sierpniu 2009 r. przeprowadzony został pierwszy nabór aplikantów. Egzamin konkursowy składa się z dwóch części: testu sprawdzającego wiedzę z poszczególnych dziedzin prawa oraz pracy pisemnej sprawdzającej umiejętność stosowania argumentacji prawniczej, zasad wykładni, kwalifikowania stanów faktycznych. W 2016 r. odbył się ostatni nabór na aplikację ogólną. Od 2017 r. nabory przeprowadzone są bezpośrednio na aplikację sędziowską oraz aplikację prokuratorską.

## Zadania
Do zadań Krajowej Szkoły należy:
- prowadzenie aplikacji sędziowskiej i aplikacji prokuratorskiej, których celem jest uzyskanie przez aplikantów niezbędnej wiedzy i praktycznego przygotowania do zajmowania stanowisk sędziego i asesora sądowego, prokuratora i asesora prokuratury;
- szkolenie i doskonalenie zawodowe sędziów, asesorów sądowych, prokuratorów i asesorów prokuratury w celu uzupełnienia ich specjalistycznej wiedzy i umiejętności zawodowych;
- szkolenie i doskonalenie zawodowe referendarzy sądowych, asystentów sędziów, asystentów prokuratorów, kuratorów zawodowych oraz urzędników sądów i prokuratury w celu podniesienia ich kwalifikacji zawodowych;
- prowadzenie analiz i badań służących ustaleniu kompetencji i kwalifikacji wymaganych na stanowiskach pracy w sądach i prokuraturze w celu ich wykorzystania w działalności szkoleniowej;
- prowadzenie analiz i badań służących ustaleniu potrzeb szkoleniowych sędziów, asesorów sądowych, prokuratorów, asesorów prokuratury, referendarzy sądowych, asystentów sędziów, asystentów prokuratorów, kuratorów zawodowych oraz urzędników sądów i prokuratury.

Krajowa Szkoła prowadzi także działalność wydawniczą, m.in. w postaci Kwartalnika Krajowej Szkoły Sądownictwa i Prokuratury. Kwartalnik jest dystrybuowany bezpłatnie do sądów apelacyjnych i prokuratur regionalnych na terenie całego kraju oraz do Sądu Najwyższego, Prokuratury Krajowej, Naczelnego Sądu Administracyjnego, uczelni wyższych, które kształcą na kierunku prawo, i innych instytucji związanych z wymiarem sprawiedliwości i prokuraturą. W zakresie szkolenia ustawicznego Krajowa Szkoła prowadzi serię wydawniczą pt. „Metodyki”, natomiast w zakresie szkolenia wstępnego od 2012 r. – serię pt. „Biblioteka Aplikanta”.
W ramach realizacji swoich zadań Krajowa Szkoła prowadzi współpracę międzynarodową oraz współdziała z podstawowymi jednostkami organizacyjnymi szkół wyższych, prowadzącymi kształcenie na kierunku prawo, jednostkami badawczo-rozwojowymi oraz placówkami naukowymi Polskiej Akademii Nauk.